# Ischnura ultima
Ischnura ultima là một loài chuồn chuồn kim trong họ Coenagrionidae.
Ischnura ultima được Ris miêu tả khoa học năm 1908.